# R550 Magic
A Marta R550 Magic passzív infravörös önirányítású, kis hatótávolságú légiharc-rakéta, melyet az 1970-es években fejlesztettek ki Franciaországban. A Mirage F.1 és a Mirage 2000 repülőgépek fő légiharc-rakétafegyvere, a repülőgépekkel együtt számos országba exportálták.